# Saint-Agne
Saint-Agne é uma comuna francesa na região administrativa da Nova Aquitânia, no departamento Dordonha. Estende-se por uma área de 5,91 km². Em 2010 a comuna tinha 451 habitantes (densidade: 76,3 hab./km²).